# Léon Delagrange
Ferdinand Marie Léon Delagrange (13. března 1872 Orléans – 4. ledna 1910 Croix d'Hins) byl francouzský letec a sochař, zvaný „létající dandy“.
Byl synem majitele textilní továrny. Navštěvoval kurzy Louise-Ernesta Barriase na pařížské École nationale supérieure des beaux-arts. Vytvářel sochy ve stylu secese, úspěšnými díly byly Le petit Page, Le Templier, Vide-poches figurant une femme fleur a portrét tanečnice Loie Fullerové. V roce 1901 získal cenu Société des Artistes Français.
Zajímal se o letectví a automobilismus. Poprvé letěl 16. března 1907 v Boulogneském lesíku na stroji Gabriela Voisina. Aéro-Club de France mu udělil pilotní licenci s číslem tři. V Turíně 8. července 1908 vzletěl s první ženou na palubě letadla, Thérèse Peltierovou. V říjnu 1909 na závodech v Doncasteru vytvořil rekord, když uletěl šest mil za 7 minut a 36 sekund. Dalším rekordem bylo 200 kilometrů za 2 hodiny a 22 minut v prosinci 1909 v Juvisy-sur-Orge. Byl mu udělen Řád čestné legie a medaile Francouzské akademie věd.
V roce 1910 zahynul při nehodě jednoplošníku Blériot XI nedaleko Bordeaux. Stal se čtvrtou obětí leteckého neštěstí v historii.
Jeho jméno nese Rue Léon-Delagrange v patnáctém obvodu Paříže.